# Dinanagar
Dinanagar är en ort i Indien.   Den ligger i distriktet Gurdaspur och delstaten Punjab, i den norra delen av landet, 400 km norr om huvudstaden New Delhi. Dinanagar ligger 273 meter över havet och antalet invånare är 23 339.
Terrängen runt Dinanagar är mycket platt. Runt Dinanagar är det tätbefolkat, med 530 invånare per kvadratkilometer. Närmaste större samhälle är Gurdaspur, 12,6 km sydväst om Dinanagar. Trakten runt Dinanagar består till största delen av jordbruksmark.